# Philipp von Hutten
Philipp von Hutten (Birkenfeld, 1505. december 18. – Venezuela, 1546. május 17.) német konkvisztádor és felfedező volt, aki 1535 és 1538 között kapitányként részt vett az augsburgi Welser társaság egyik expedíciójában Venezuela belsejében, ami arany után kutatott ott. V. Károly német-római császár és spanyol király 1540 végén kinevezte a Venezuelában lévő, Welserek által igazgatott spanyol tengerentúli birtokok főparancsnokává. 1541-ben és 1546-ban egy második expedíciót vezetett, melyek valamelyikén a visszaúton a spanyol riválisa, Juan de Carvajal megölette.

## Életútja

### V. Károly udvarában
Philipp von Hutten életének első harminc évéről csak kevés megbízható információ áll rendelkezésre. Az bizonyos, hogy 12 és 14 éves kora között a szülei III. Henrik Nassau-Breda-Vianden grófjához adták apródnak, aki a későbbi V. Habsburg Károly császár nevelői és legbelsőbb bizalmasai közé számított. Hutten több éven át V. Károly kíséretéhez tartozott Spanyolországban, s a királlyal együtt utazott 1529-ben Bolognába, ahol a spanyol királyt 1530. február 24-én VII. Kelemen pápa német-római császárrá koronázta. 1530 és 1534 között a császári udvarban tartózkodott Brüsszelben és Toledóban, melyre a neki címzett levelek szolgáltak bizonyítékul. De az mégis tisztázatlan maradt, hogy milyen pozíciót töltött be Károly kíséretében.
Brüsszelben került szoros kapcsolatba Magdalena von Orbitschannal, aki V. Károly lánytestvérének, Kasztíliai Máriának volt az udvarhölgye. A Magdalena és Hutten szerelméről csak három levélből tudunk, melyeket Magdalena küldött 1532 és 1534 között Huttennek. Az csupán gyanítható, hogy Hutten relatív vagyontalansága volt az ok, ami miatt a jómódú lovagi nemzetségből származó udvarhölggyel a házasság nem jött létre, és ez vezetett Philipp von Hutten elhatározásához, hogy szerencséjét az Újvilágban keresse.

### A Welserek Venezuelában
V. Károly 1516-ban, amikor spanyol királlyá koronázták egy hatalmas birodalom ura lett, amiben soha nem ment le a Nap. Ennek a birodalomnak a pénzigénye – különösen a Közép- és Dél-Amerikában létrejövő tengerentúli birodalomrészek biztosításához – meghaladta a spanyol korona lehetőségeit, melyben óriási szerepet játszott az 1526 után többször fellángoló harc a Habsburgok és a Francia Királyság között az európai hegemóniáért. Emiatt vette fel V. Károly a kapcsolatot az augsburgi Welser céggel, ami ebben az időben Európa-szerte foglalkozott kereskedelmi és bankügyletekkel, valamint ásványkincsek bányászatával. A spanyol király a Welserek tőkéjével remélte finanszírozni a tengerentúli területek további feltárását. 1528-ban megköttetett az asiento a spanyol korona és az idősebb Welser – V. Bartolomeo Welser – vezette Welser társaság között, melyben a Venezuelában lévő tengerentúli spanyol tartományok helytartói jogosítványait a király a Welser cégre ruházza át. Az ezzel járó számos kereskedelmi előnyért a Welserek kötelezték magukat a számukra kijelölt terület meghódítására, települések létesítésére, az indián őslakosok katolikus hitre térítésére és a közigazgatás megteremtésére. Azonban hamarosan kiderült, hogy az augsburgiak érdeklődése egyedül Eldorádó legendás aranyának a keresésére és 4900 afrikai rabszolga Amerikába hajózására korlátozódott.

### Indulás az Újvilágba

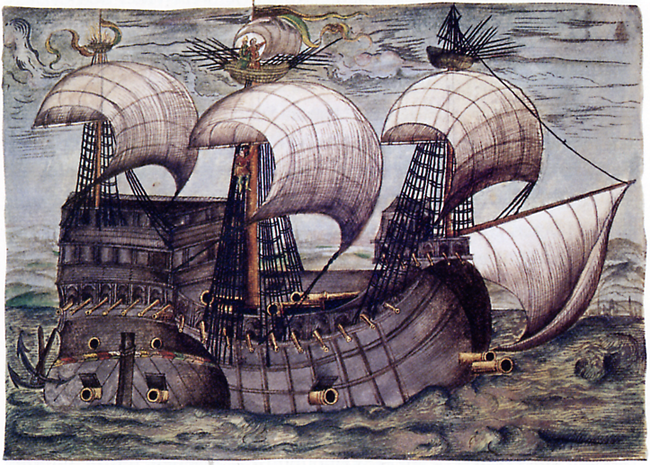
von Hutten hajója a La-Santa-Trinidad

1534. februárjának végén következett be egy messze ható véletlen találkozás, amikor Hutten a spanyolországi Toledóban jelen volt azon az eseményen, ahol Atahualpa aranykincsének egy részét adták át V. Károlynak. A kincset Hernando Pizarro, a perui konkvisztádor Francisco Pizarro testvére nyújtotta át a királynak. Az nem bizonyos, hogy a Pizarroval folytatott beszélgetés adta a lökést Hutten elhatározásához, hogy szerencsét próbáljon az Újvilágban. Az viszont tény, hogy Hutten 1534. február 27-én, az arany átadásának napján Toledóban tartózkodott és nem sokkal később határozta el magát, hogy Venezuelába megy.
1534. október elején Hutten Sevillában a Welser különítmény kapitányaként lépett szolgálatba. Új ruházatot vásárolt egy kétéves távollétet tervezve és Sanlúcar de Barrameda kikötővárosba indult, hogy behajózzon. Ott már több galleon (egy vitorlás hajó típus) horgonyzott. Egy kereken 600 fős zsoldos csapattal és az venezuelai kormányzóval, Georg Hohermuth von Speyer-rel a fedélzeten futott ki a Welser armada a tengerre és 1535. február 7-én érte el Coro-t, az ország akkori fővárosát.

### Eldorádó keresése
A Welserek miután a spanyol koronával megállapodtak, helytartóságuk alatt Venezuelában minden erejükkel a legendás aranyföldet, Eldorádót keresték, melyet a Kolumbiai Felföldön sejtettek. Korábbi megbízottjuk, Ambrosius Dalfinger már kudarcot vallott, így 1535. május 13-án Georg Hohermuth von Speyer vezetésével egy új expedíció indult az ország belsejébe egy hónappal a Coro-ba érkezés után. 
Az összesen 400 férfi, közöttük Philipp von Hutten is, közeledett a céljához, a muiszka indiánok országához, s 1536. márciusában már csak néhány napi járásra volt tőle, de útjukat nem tudták folytatni, mivel nem találtak átjárót a kolumbiai Keleti-Kordillerákban. Így Hohermuth és Hutten kénytelen volt visszafordulni és visszatérni Coroba, ahova végül 110 főre olvadt csapatukkal 1538. május 27-én tértek vissza üres kézzel. Kudarcukat az is kihangsúlyozta, hogy majdnem velük egy időben egy másik konkvisztádor, Gonzalo Jiménez de Quesada von Santa Marta csapatával a Muiszka Birodalmat 1537-38-ban elérte és kifosztotta.
Hohermuth von Speyer kormányzó 1540. június 11-én bekövetkezett halála után ugyanezen év decemberében Hutten lett Venezuela főkapitánya Nikolaus Federmann utódjaként és ezzel a Welserek által igazgatott tartomány katonai főparancsnokává vált. De az a vágya, hogy ő legyen Venezuela kormányzója, mégsem vált valóra. 1541. február vagy március havában Coroba megérkezett VI. Bartolomeo, az öregebbik Welser legidősebb fia. Philipp von Hutten vele együtt még ugyanezen év augusztus 1-jén egy új expedícióra indult az ország belsejébe. A von Hutten által vezetett kereken 200 fős csapat, melyhez 150 ló tartozott, az aranykeresés során összeütközésbe került az omagua indiánokkal, s ennek következményeként visszavonulásra kényszerült a tengerpart irányában.

### Hutten halála aTocuyofolyónál
A Coro-ba történő visszaúton 1546. tavaszán talált rá von Hutten Juan de Carvajalra, aki időközben hamis papírok segítségével a kormányzó lett és, aki első hivatali intézkedései egyikeként Venezuela fővárosát az ország félelmetes belsejébe, a Tocuyo folyóhoz helyezte át. De a spanyol tengerentúli területeken ez idő alatt az általános helyzet is megváltozott. A spanyol korona 1542. november 22-én kibocsátotta az úgynevezett „Új Törvények”-et, melyek célja a közép- és dél-amerikai spanyol gyarmatokon rabszolgává tett indiánok folyamatos felszabadítása és az indiánoknak a konkvisztádorokkal szembeni védelme volt. Ettől kezdve a privát hódító vállalkozások, mint amilyen a Welsereké is volt, kevésbé számított jövedelmezőnek. Így komoly feszültség keletkezett a Juan de Carvajal és Philipp von Hutten csapatának találkozásakor, melynek során VI. Bartolomeo Welser majdnem megölte a kormányzót. De 1546. áprilisában Carvajal mégis menlevelet adott Hutten-nek és biztosította a szabad átvonulást a tengerparthoz. Ám ezt a megegyezést követően két héttel később a Coro felé tartó menetelés során először Hutten kíséretéből két embert (Gregorio Romerot és Diego de Plasenciat), azután VI. Bartolomeot, aki a fiatalabb Bartolomeo Welserként is ismert, és végül Huttent megtámadták és megölték. Magdaléna nevű szolgálólány és az ayamán indián, Perio vallomása szerint Hutten egy dombon a folyó meder mellett lett eltemetve. Az eset kapcsán V. Károly új kormányzót, Juan Pérez de Tolosa-t nevezett ki, aki Juan de Carvajal-t a gyilkosságok miatt 1546. szeptember 16-án halálra ítélte és az ítéletet a következő napon végrehajtották.
Hutten és a Welser fiú halálhíre 1546-47-ben érkezett Németországba. Philipp von Hutten testvére Moritz és az idősebb Bartolomeo Welser ezután megkísérelték elérni az eset körülményeinek teljeskörű kiderítését és Carvajal tettestársainak megbüntetését. De erre irányuló minden kezdeményezésük zátonyra futott. A Welsereket 1556. április 13-án, egy kereken 10 évig tartó jogvita után, a venezuelai helytartóságból felmentették.

## A Hutten-levelek története és jelentősége
Philipp von Hutten és a Welserek megbízásából végrehajtott küldetése a 20. századig jobbára feledésbe merült. Ez a helyzet leveleinek 1996-ban kezdődő kiadásával változott meg – s melyekről 1988-ig azt hitték, hogy elvesztek – és felfedezésüket tudományos szenzációként ünnepelték. Hutten levelezésének egy része meglepően sértetlenül állta ki nemcsak a hosszú tengeri utat az Atlanti-óceánon keresztül Coro-tól Cartagenáig, ahol a spanyol ezüstflotta gyülekezési helye volt, majd Cádizba vagy Sevillába, aztán lovon tovább Augsburgba és innen a mindenkori címzettig, hanem több évszázadot túlélt a családi archívumban is. A II. világháború után a levelek Thüringiába jutottak és 1975-ben itt fedezte fel őket Hans-Jürgen Saliber, egy hobbytörténész Hildburghausenből. A leveleket először egy filatéliai kiállításon, majd nemzetközi színtéren, többek között Havannában és Torontóban, mutatták be. Már a berlini fal leomlása előtt létrejött a kapcsolat Friedrich Karl von Hutten-nel, a Hutten-ház akkori fejével, akinek a levelek 1990-ben átadásra kerültek. 
A levelek három kötetbe lettek rendezve, melyek közül az első a bambergi történész, Eberhard Schmitt gondozásában 1996-ban jelent meg. Az egyedülálló anyagok Philipp von Hutten személyén keresztül lehető új bepillantást engednek a Welserek latin-amerikai gyarmatosító céljaiba és új megvilágításba helyezik helytartóságuk alatt végzett tevékenységüket. Filológiailag jelentőséggel bír, hogy Hutten több, mint 100 olyan keleti frank kifejezést használ, amelyek a Grimmek német szótárában sem szerepelnek.

## Fordítás
- Ez a szócikk részben vagy egészben  a   Philipp von Hutten című német Wikipédia-szócikk fordításán alapul.  Az eredeti cikk szerkesztőit annak laptörténete sorolja fel. Ez a jelzés csupán a megfogalmazás eredetét és a szerzői jogokat jelzi, nem szolgál a cikkben szereplő információk forrásmegjelöléseként.